# 92-й гвардейский миномётный полк
92-й гвардейский миномётный Гомельский ордена Ленина, Краснознамённый, орденов Суворова, Кутузова и Богдана Хмельницкого полк — гвардейская воинская часть сухопутных сил РККА ВС Союза ССР, в Великой Отечественной войне. 

## История
30 июня 1942 года в посёлке Измайлово под Москвой был сформирован 92-й гвардейский миномётный полк, вооружённый пусковыми установками БМ-13 «Катюша». Командованием полком был назначен гвардии майор Царёв Павел Петрович.
29 августа 1942 года полк был переброшен под Сталинград, в состав 62-й армии, где он произвёл первый залп по врагу. За успешные боевые действия в обороне Сталинграда, Указом ПВС СССР, от 15 марта 1943 года, награждён орденом Красного Знамени.
За проявленные мужество и героизм при освобождении города Гомель 26 ноября 1943 года ему присвоено Приказом Верховного Главнокомандующего № 46 почётное наименование «Гомельский».
За исключительные заслуги полка в боях по разгрому Бобруйской группировки войск нацистской Германии и овладении городом Бобруйском, Приказом Верховного Главнокомандующего № 125, от 29 июня 1944 года, личному составу полка была объявлена благодарность, а полк был награждён орденом Ленина.
В 1945 году, за боевые заслуги, полк был награждён орденами: Суворова третьей степени — 19 февраля, Богдана Хмельницкого второй степени — 24 апреля, Кутузова третьей степени — 21 июня 1945 года.

### После войны
В июне 1946 года, в соответствии с директивой Начальника Группы советских оккупационных войск в Германии (ГСОВГ) № орг. 1/006/75, на базе 92-го гвардейского миномётного полка происходит формирование первого ракетного соединения в Союзе ССР, получившего наименование «Бригада особого назначения Резерва Верховного Главнокомандования (БрОсНаз РВГК)». Формирование бригады, директивой Генерального штаба Вооружённых сил СССР № орг. 3/ 2042 ов, от 31 мая 1946 года, было поручено гвардии генерал-майору артиллерии Тверецкому Александру Фёдоровичу.
С 8 декабря 1950 года — 22-я отдельная бригада особого назначения (22 БрОсНаз) (условное наименование «Войсковая часть 57246»).
В соответствии с директивой Генерального штаба от 31 марта 1958 года 22 БрОсНаз переформируется, в связи с чем управление переходит на новый штат и получает новое действительное наименование «72-я инженерная Гомельская ордена Ленина, Краснознамённая, орденов Суворова, Кутузова и Богдана Хмельницкого бригада».
В соответствии с директивой Министра обороны СССР № орг./9/59003-ов, от 25 мая 1960 года, в июне 1960 года 72-я инженерная бригада РВГК переформировывается в 24-ю гвардейскую ракетную дивизию (24 рд). Дивизия расформирована к 31 мая 1990 года.

## Состав
- штаб полка (П/п в/ч 57246)[14]
- 379 отдельный гвардейский миномётный дивизион / 1-й дивизион;
- 380 отдельный гвардейский миномётный дивизион / 2-й дивизион;
- 381 отдельный гвардейский миномётный дивизион / 3-й дивизион;

## В составе
В действующей армии: 3.09.1942 — 18.08.1943 и 5.11.43 — 9.05.1945
Полк с 1942 по 1945 входил в состав:
| Дата            | Фронт (округ)            | Армия                          | Корпус | Дивизия | Примечания |
| --------------- | ------------------------ | ------------------------------ | ------ | ------- | ---------- |
| 01.08.1942 года | Московский военный округ |                                | -      | -       | -          |
| 01.09.1942 года | Резерв Ставки ВГК        |                                | -      | -       |            |
| 01.10.1942 года | Сталинградский фронт     | 62-я армия                     | -      | -       |            |
| 01.11.1942 года | Сталинградский фронт     | 62-я армия                     | -      | -       |            |
| 01.12.1942 года | Сталинградский фронт     | 62-я армия                     | -      | -       |            |
| 01.01.1943 года | Южный фронт              |                                | -      | -       |            |
| 01.02.1943 года | Донской фронт            |                                | -      | -       |            |
| 01.03.1943 года | Центральный фронт        |                                | -      | -       | -          |
| 01.04.1943 года | Центральный фронт        | 70-я армия                     | -      | -       |            |
| 01.05.1943 года | Центральный фронт        | 70-я армия                     | -      | -       | -          |
| 01.06.1943 года | Центральный фронт        | 70-я армия                     | -      | -       | -          |
| 01.07.1943 года | Центральный фронт        |                                | -      | -       | -          |
| 01.08.1943 года | Центральный фронт        |                                | -      | -       | -          |
| 01.09.1943 года | Московский военный округ |                                | -      | -       | -          |
| 01.10.1943 года | Московский военный округ |                                | -      | -       | -          |
| 01.11.1943 года | Резерв Ставки            |                                | -      | -       | -          |
| 01.12.1943 года | Белорусский фронт        | 11-я армия                     | -      | -       | -          |
| 01.01.1944 года | Белорусский фронт        | 60-я армия                     | -      | -       | -          |
| 01.02.1944 года | Белорусский фронт        |                                | -      | -       | -          |
| 01.03.1944 года | 1-й Белорусский фронт    |                                | -      | -       | -          |
| 01.04.1944 года | 1-й Белорусский фронт    |                                | -      | -       | -          |
| 01.05.1944 года | 1-й Белорусский фронт    |                                | -      | -       | -          |
| 01.06.1944 года | 1-й Белорусский фронт    |                                | -      | -       | -          |
| 01.07.1944 года | 1-й Белорусский фронт    |                                | -      | -       | -          |
| 01.08.1944 года | 1-й Белорусский фронт    |                                | -      | -       | -          |
| 01.09.1944 года | 1-й Белорусский фронт    |                                | -      | -       | -          |
| 01.10.1944 года | 1-й Белорусский фронт    | 8 Гв.А                         | -      | -       | -          |
| 01.11.1944 года | 1-й Белорусский фронт    |                                | -      | -       | -          |
| 01.12.1944 года | 1-й Белорусский фронт    |                                | -      | -       | -          |
| 01.01.1945 года | 1-й Белорусский фронт    | 8 Гв.А                         | -      | -       | -          |
| 01.02.1945 года | 1-й Белорусский фронт    | 1-я гвардейская танковая армия | -      | -       | -          |
| 01.03.1945 года | 1-й Белорусский фронт    | 5-я ударная армия              | -      | -       | -          |
| 01.04.1945 года | 1-й Белорусский фронт    | 5-я ударная армия              | -      | -       | -          |
| 01.05.1945 года | 1-й Белорусский фронт    | 5-я ударная армия              | -      | -       | -          |

## Командиры
- гв. майор / гв. подполковник / гв. полковник Царёв Павел Петрович (с 1942, с 10.1944 — ком-р 23 ГМБр), гв. майор Роганин Василий Петрович (с 10.1944), гв. п/п Волков Николай Семёнович (с 1.01.1945, бывший ком-р 43 огмд), гв. п/п Черненко Пётр Григорьевич (с 6.1945);

Начальники штаба
- гв. майор Лесных Василий Никонорович (с 1942), гв. капитан Вивдыченко Анатолий Платонович (7,1943), гв. майор Соловьёв Павел Алексеевич (1943), гв. майор Забродин Фёдор Яковлевич (1945), гв. майор Фомченко (1946).

Командиры дивизионов
- 379 огмдн / 1 гмдн —  гв. лейтенант Лазарь Олег Владимирович (убит 6.07.1943), гв. капитан Спесивцев Николай Алексеевич (с 1943), гв. капитан Кузнецов Пётр Абрамович (1945);
- 380 огмдн / 2 гмдн — гв. капитан Наумов (1942), гв. капитан Соловьёв Павел Алексеевич (1943, затем — НШ полка), гв. майор Тужилин Георгий Георгий Иванович (1944, затем командир 10 гв. минп);
- 381 огмдн / 3 гмдн — гв. капитан Пархачев Иван Николаевич (1943), гв. капитан Усманходжиев Хаким (1944), гв. капитан Цыпкин Соломон Львович (1945);

## Награды
| Награды / наименования                    | Дата награждения     | За что                          |
| ----------------------------------------- | -------------------- | ------------------------------- |
| «Гвардейский»                             | 30 июня 1942 года    | при формировании                |
| орден Красного Знамени                    | 15 марта 1943 года   |                                 |
| почётное наименование «Гомельский»        | 26 ноября 1943 года  | За освобождения Гомеля          |
| орден Ленина                              | 30 июня 1944 года    | За овладении городом Бобруйском |
| орден Суворова третьей степени            | 19 февраля 1945 года |                                 |
| орден Богдана Хмельницкого второй степени | 24 апреля 1945 года  |                                 |
| орден Кутузова третьей степени            | 21 июня 1945 года    |                                 |

## Память
- Боевое Знамя 92-го гвардейского миномётного полка до 1990 года хранилось в Государственном историческом музее, сейчас — в Центральном музее Вооружённых Сил Российской Федерации.
- На стене дома № 3 на 7-й Парковой улице в Москве установлена мемориальная доска с надписью: «В этом здании летом 1942 года был сформирован 92-й гвардейский миномётный полк». Именно на основе этой части был сформирован 638-й ракетный полк[18].
- В Измайловском парке расположен Мемориал, на восточном берегу Круглого пруда внутри аллеи Большого круга. Надпись на мемориальной плите:  «Гвардейцам 92-го Гомельского пятиорденоносного миномётного полка, прошедшего боевой путь от Сталинграда до Берлина. В 1946 году на базе полка сформировано первое соединение ракетных войск стратегического назначения. Боевое знамя полка передано на вечное хранение в Исторический музей СССР».[19] [20]